# Tante Blanco
Tante Blanco, nacido en Tolivia (Laviana, Asturias, España), es un músico, escritor, monologuista y exmiembro del grupo Los Berrones.

## Biografía
Estudió en su juventud en varios colegios de curas y posteriormente tres años en la Universidad Laboral de Gijón, para después empezar a estudiar filología hispánica en la Universidad de Oviedo. 
En el año 1989 apareció en la escena musical asturiana, junto con el grupo Los Berrones, con un sencillo que llevaba únicamente dos canciones: Nun yes tú (en asturiano: No eres tú) y Tais de yogurt (en asturiano: Estáis de yogur). Este disco fue un éxito en el panorama musical asturiano, llegando a agotarse la edición de 2.000 copias, la primera semana que llegó a las tiendas.
En el año 1998, Tante Blanco se estrena como escritor publicando Hestories piquiñines (en asturiano: Historias pequeñitas).
En los años 2000/2004 intentó sacar adelante un proyecto audiovisual en formato de serie de dibujos animados para televisión junto con Animastur, tal como cuenta en el libro, pero la falta de fondos y medios económicos hizo imposible llevar a cabo este proyecto.
En el año 2005 abandona el grupo para dedicarse a otros proyectos.
Con la llegada de la televisión autonómica de Asturias, la TPA, Blanco se dedicó a hacer monólogos en asturiano para el programa Al Aldu: La Risión, en el que fue guionista e intérprete.
En el año 2009, después varios años de diversos proyectos, retoma su carrera musical, ahora en solitario. Con el nombre de Stroza publica su primer trabajo con el título «Música de garrafón», con letras tanto en asturiano como en castellano. Es también reseñable la composición del Himno del centenario para el club de fútbol de Pola de Laviana, el Real Titánico, así como otro himno compuesto para la escuela de fútbol lavianesa ALCAVA.